# Niwa Babicka
Niwa Babicka [pronunciación en polaco: /ˈniva baˈbit͡ska/] es un pueblo ubicado en el distrito administrativo de Gmina Ryki, dentro del Condado de Ryki, Voivodato de Lublin, en Polonia oriental. Se encuentra aproximadamente a 6 kilómetros al noroeste de Ryki y a 68 kilómetros al noroeste de la capital regional Lublin.